# Chip budding
Le chip budding est une technique de greffe de bourgeon très utilisée pour les espèces ornementales et les arbres fruitiers. Elle consiste à prélever un copeau comportant un œil (bourgeon) et à l’insérer dans un évidement de forme complémentaire ménagé sur le porte-greffe. La technique est assez proche de l’écussonnage. 
Grâce aux petites dimensions du greffon et à son faible poids, la ligature et la protection contre la déshydratation se font en une seule étape sans utiliser de mastic.

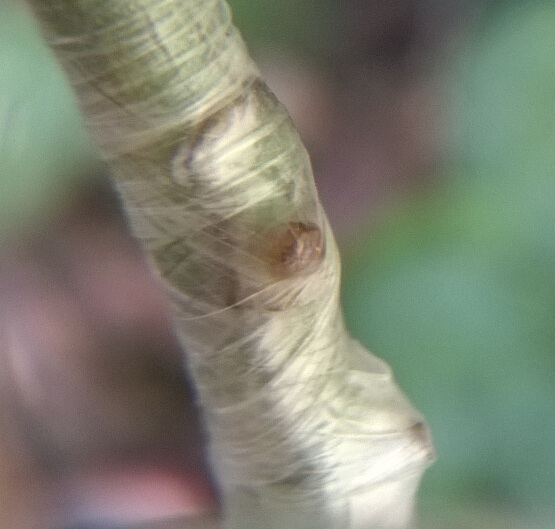
Greffe de rosier en chip budding
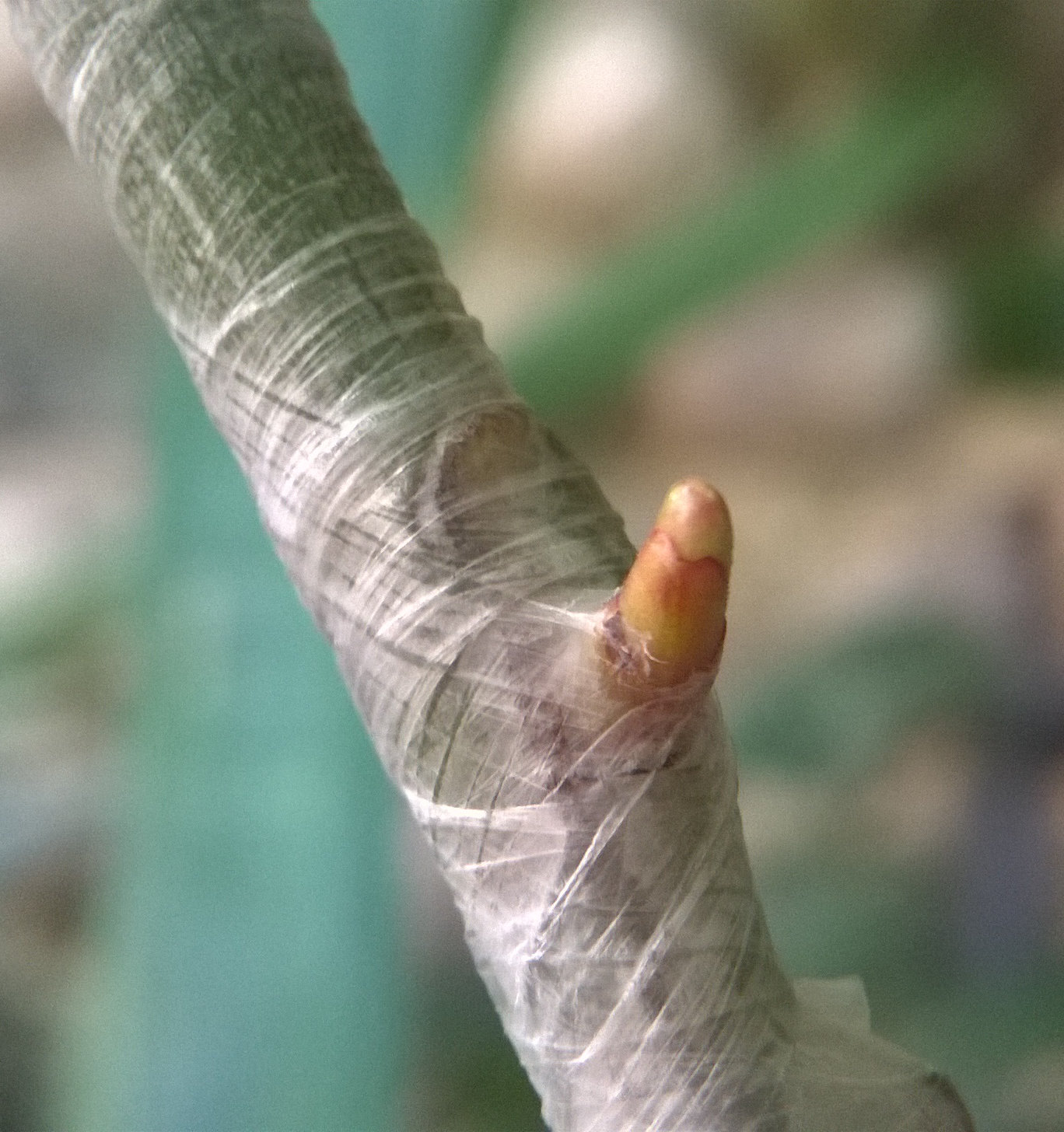
Après 5 jours, la ligature au parafilm est transpercée
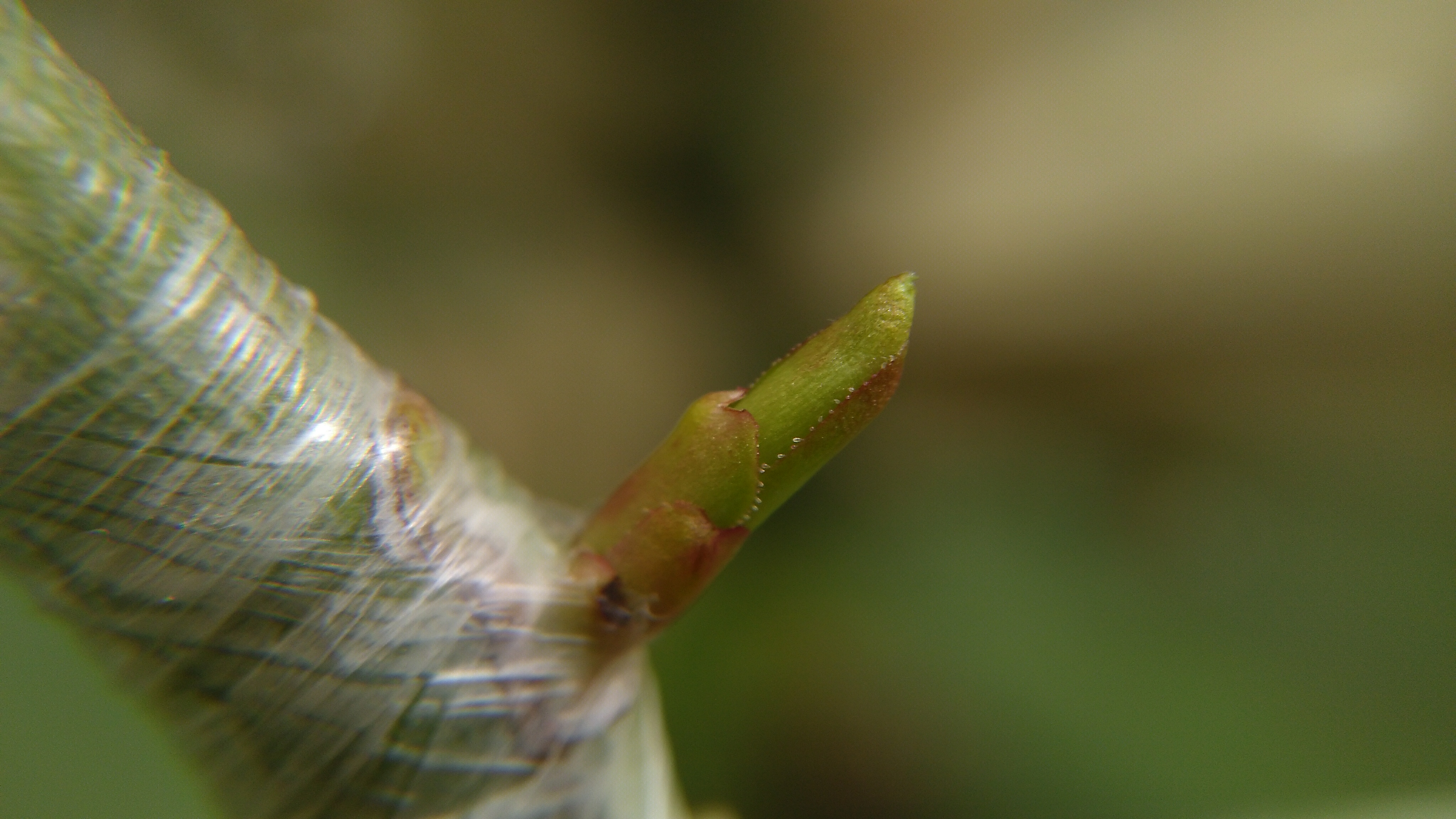
Après 7 jours
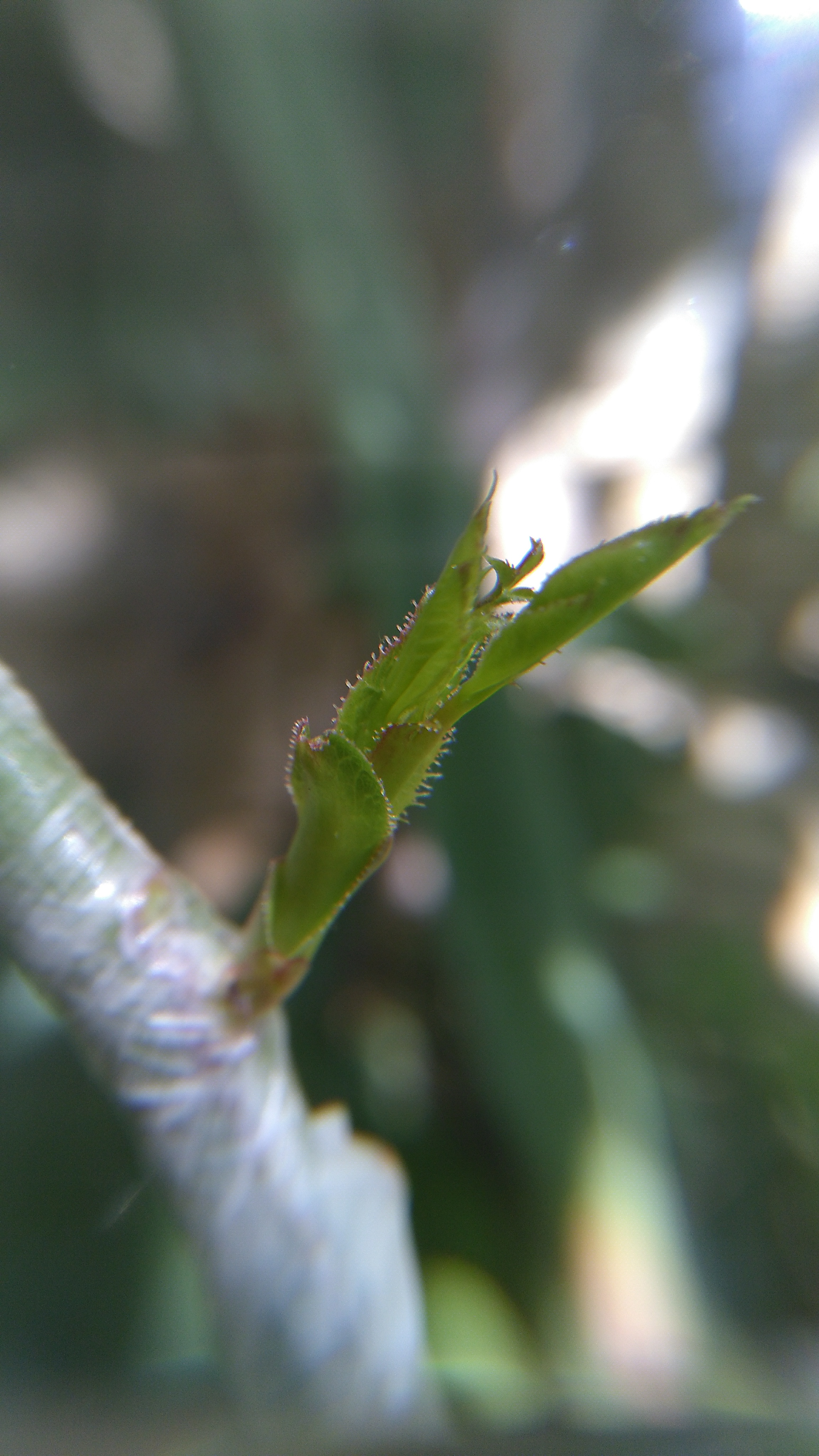
Après 10 jours
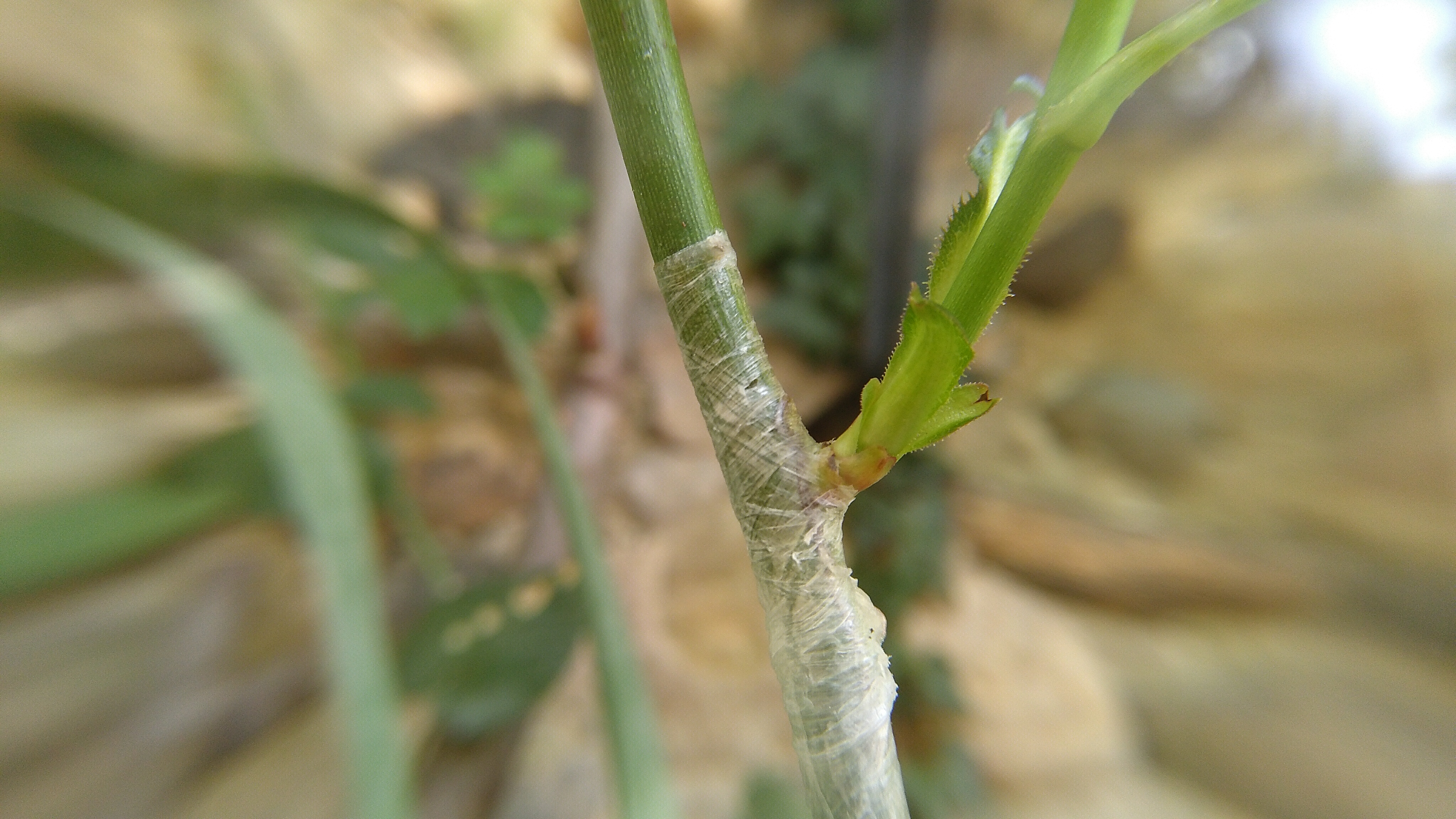
Après 20 jours
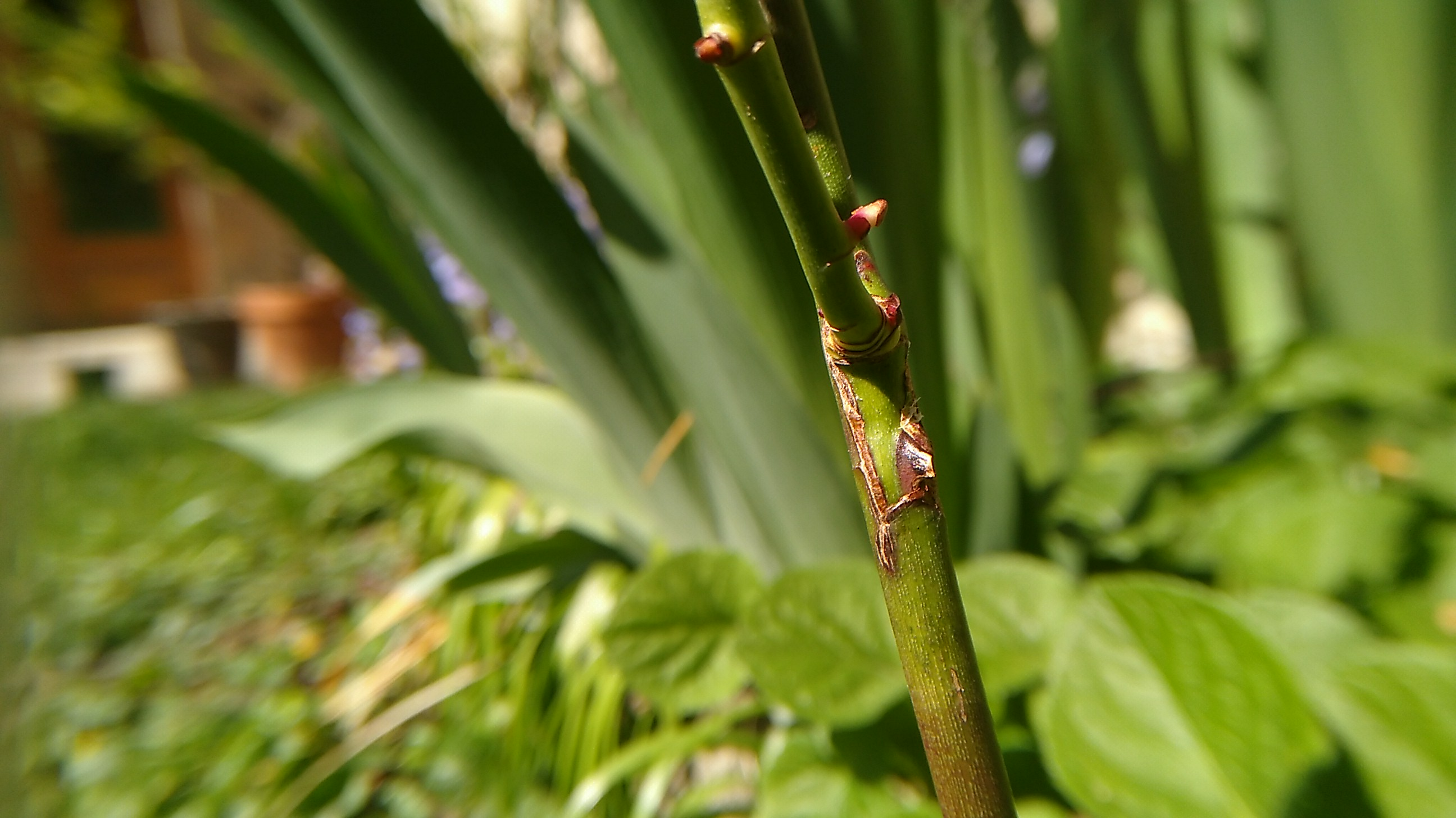
Après 6 mois et demi (protections retirées manuellement)